# Bella (calciatore)
 Bella (fl. XIX-XX secolo) è stato un calciatore italiano, di ruolo difensore.

## Carriera
Dopo essere transitato brevemente alla Juventus e al Genoa, nel 1903 Bella militò nell'Andrea Doria. Con i doriani affrontò nel terzo turno la Juventus, che prevalse per 7-1.
La stagione seguente torna alla Juventus, società con cui arriva a disputare la finale di campionato, persa per 1-0 contro il Genoa. Durante quell'incontro venne pesantemente contestato dai tifosi rossoblu per i suoi continui trasferimenti di società.